# Нисицугару
Нисицугару (яп. 西津軽郡 Накацугару-гун) — уезд, расположенный в префектуре Аомори (Япония).
Площадь — 831.85 км², Население — 19 666 человек (на 2013 год).

## Населённые пункты
- посёлок Адзигасава
- посёлок Фукаура

## История

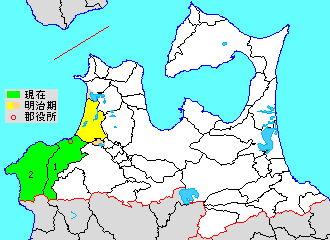
Расположение уезда на карте префектуры Аомори
зелёный — современная территория
зелёный+жёлтый — территория начала Период Мэйдзи
НП уезда:
1. Адзигасава, 2. Фукаура

Изначально уезд был в составе провинции Муцу. В период Реставрации Мэйдзи в 1868 году, уезд состоял из одного посёлка (Адзигасава) и 218 сёл, под контролем княжества Хиросаки. Префектура Аомори была образована 13 декабря 1871 года. Новый уезд был создан, путём выделения из уезда Цугару, 30 октября 1878 года. С созданием муниципальной системы 1 апреля 1889 года, в состав уезда вошли 1 посёлок (Адзигасава) и 19 сёл.
Преобразования уезда:
- 2 сёлам был присвоен статус посёлка: 1905 — Кидзукури, 1926 — Фукаура.
- 1955 год — 2 села (Mizumoto, Jusan) перешли в состав другого уезда Китацугару.
- 11 февраля 2005 года — был образован новый город Цугару (вне уезда), путём объединения посёлка Кидзукури и 4 сёл (Inagaki, Kashiwa, Morita, Shariki).
- 31 марта 2005 года — село Ивасаки вошло в состав посёлка Фукаура.